# Ansambel Spev
Ansambel Spev je narodnozabavna zasedba, ki deluje od leta 2002. Sedež ima v Šoštanju. Sestavlja ga 5 članov, ki izvajajo narodnozabavno in zabavno glasbo s štiriglasnim petjem. Poznani so tudi po številnih priredbah dalmatinskih pesmi v slovenščini. 

## Zasedba
Ustanovni člani so vodja in harmonikar Erik Hribernik, basist Kristijan Kolenc, kitarist Boštjan Mežnar in vokalist Marko Berzelak. Kmalu se jim je pridružil še en vokalist Edo Rednak. V tej postavi so igrali vse do leta 2017, ko je prišlo do prve kadrovske menjave v ansamblu. Vodja in harmonikar Erik Hribernik jih je zaradi prezasedenosti zapustil, vendar še naprej deluje v ansamblu kot vodja. Harmoniko sedaj igra Vili Mravljak.

## Delovanje
Ansambel Spev je bil ustanovljen leta 2002. V času delovanja so dosegli številne nagrade na različnih festivalih in izdali 8 albumov.
Poleg številnih uspehov so najbolj poznani po sodelovanju z Lojzetom Slakom, ki jim je nekoč zaupal, da ga spominjajo na njegov ansambel. Skupaj so posneli CD ploščo Po Slakovi poti, vsako leto pa v Rdeči dvorani v Velenju priredijo tudi istoimenski koncert, ki ga posname in predvaja RTV Slovenija. S Slakovim dovoljenjem so posneli tudi več priredb njegovih skladb, med njimi Minili sta že leti dve v sodelovanju s Tanjo Žagar, za katero so posneli tudi videospot. Po Slakovi smrti leta 2011 so njemu v spomin posneli pesem Spev za godca. V slovenščini so priredili tudi veliko dalmatinskih skladb, ki jih izvajajo različne klape, med drugim Neskončno sem jo ljubil (Ne diraj moju ljubav) in Pel bi zate (Da te mogu pismom zvati).
Leta 2006 so igrali rojakom v ZDA, leta 2008 pa so za 14 dni odpotovali v Kanado in na več koncertih zaigrali tamkajšnjim slovenskim izseljencem. Dve leti pozneje, leta 2010, so na 10-dnevnem križarjenju proti Grčiji in nazaj na križarki Costa Fortuna zabavali 4000-glavo posadko.

## Uspehi
Ansambel Spev je na festivalih osvojil naslednje nagrade:
- 2004: Graška Gora poje in igra – Nagrada za najboljšega debitanta, 2. nagrada po izboru občinstva in zlati pastirček.
- 2005: Festival Marija Reka – Zmagovalci.
- 2005: Festival Vurberk – Prva nagrada za izvedbo in Šifrarjeva plaketa.
- 2005: Graška Gora poje in igra – Zmagovalci po mnenju občinstva in absolutni zmagovalci festivala, nagrada za najboljšo melodijo, nagrada za najboljše besedilo in zlati pastirček.
- 2006: Festival Števerjan – Nagrada za najboljši trio in nagrada za najboljše besedilo.
- 2007: Slovenska polka in valček – Najboljši valček: Edino upanje.
- 2007: Festival Ptuj – Korenova plaketa, zmagovalci po mnenju TV gledalcev in radijskih poslušalcev.

## Diskografija
Ansambel Spev je izdal naslednje albume:
1. Klic ruševca (2004)
2. Reci, da boš moja (2006)
3. Pet pomladi (2007)
4. Po Slakovi poti (2009)
5. Pel bi zate (2009)
6. Mirno sanjaj (2011)
7. Spev za godca (2013)
8. Priredbe najlepših dalmatinskih (2014)
9. Ona diši po pomladi (2017)

## Največje uspešnice
Ansambel Spev je najbolj poznan po naslednjih skladbah:
- Edino upanje
- Mirno sanjaj (priredba)
- Ona diši po pomladi
- Pel bi zate (priredba)
- Spev za godca